# Audun Lysbakken
Audun Bjørlo Lysbakken (Bergen, 30 de septiembre de 1977) es un político noruego y el exlíder del Partido de la Izquierda Socialista noruego desde 2012 hasta 2023. 
Su carrera en la política nacional comenzó cuando fue elegido para el parlamento noruego en 2001. En 2006, se convirtió en vicepresidente del Partido de la Izquierda Socialista. Ocupó el cargo de Ministro de Infancia e Igualdad en el segundo gobierno de Jens Stoltenberg desde octubre de 2009 hasta marzo de 2012, cuando renunció debido a un conflicto de intereses. Bajo su liderazgo, el Partido de la Izquierda Socialista obtuvo grandes avances en su votación en las elecciones parlamentarias y en la membresía.

## Primeros años y educación
Lysbakken es hijo del actor Sigurd Lysbakken (1947-1994) y de la trabajadora cultural y escritora Geirdis Bjørlo (1952). Asistió a la escuela primaria Møhlenpris (1984-1993) y a la secundaria Bergen Handelsgymnasium (1993-1996). Tiene títulos universitarios en francés y política comparada de la Universidad de Bergen (1996-1998). Después de sus estudios universitarios, realizó el servicio civil obligatorio en lugar del servicio militar conscripto, sirviendo como secretario en Norsk Økologisk Landbrukslag y como periodista en el diario Klassekampen 2000–2001.

## Carrera política

### Carrera inicial
Lysbakken ocupó varios puestos en las ONG juveniles Ungdom mot EU (Juventud contra la UE) y Natur og Ungdom (Naturaleza y Juventud) 1995-1996 y estuvo involucrado en la política estudiantil durante sus estudios universitarios (1998-1999). Tuvo su primer cargo en las Juventudes Socialistas, la organización juvenil del partido de Izquierda Socialista, como líder de su capítulo de Bergen en 1996-1998. Luego, fue elegido líder de la organización del condado (Hordaland) en 1998-2000. Fue vicepresidente de la organización nacional de las Juventudes Socialistas entre 2000 y 2002.
El primer cargo público de Lysbakken fue como miembro del Ayuntamiento de Bergen en 1999-2000. Posteriormente, fue elegido miembro del parlamento noruego en 2001 como representante del condado de Hordaland. En el Storting fue miembro del Comité Permanente de Finanzas y Asuntos Económicos. No fue reelegido en 2005, pero se convirtió en primer representante adjunto. Fue elegido vicepresidente del Partido de la Izquierda Socialista el 18 de febrero de 2006.

### Cargos en el gobierno
En 2009, Lysbakken logró un escaño en el Storting por Hordaland y fue nombrado miembro del Comité Permanente de Asuntos Exteriores y Defensa. Fue nombrado líder parlamentario de su partido, pero poco después fue nombrado Ministro de Infancia, Igualdad e Inclusión Social en el segundo gobierno de Stoltenberg el 20 de octubre de 2009, como el primer hombre en ocupar este cargo. Cuando Lysbakken fue nombrado para el ministerio, su sustituta (Gina Barstad) ocupó su lugar en el Parlamento.
Durante el mandato de Lysbakken, supervisó un aumento en la financiación de los servicios de protección infantil en más de 300 millones de coronas noruegas anuales. El permiso parental y la cuota del padre (tiempo exclusivo para el padre) también se ampliaron después de sus propuestas. Escribió un libro titulado "Libertad, igualdad y paternidad", que se publicó en 2011.
Renunció a su cargo el 5 de marzo de 2012 (ver: "caso de defensa personal" más abajo). El 10 de marzo fue elegido líder del partido.

### Liderazgo del partido
Tras renunciar como ministro, Lysbakken reasumió sus funciones como representante en el Storting y el cargo de líder parlamentario y, desde ese momento, ocupó un puesto en la Comisión Permanente de Salud y Servicios Sociales del Parlamento, así como en la Comisión Permanente Ampliada de Asuntos Exteriores y de Defensa. Posteriormente, en la legislatura de 2009-2013 del parlamento noruego, pasó a formar parte del Comité Permanente de Escuelas y Educación. Después de las elecciones de 2017 se reincorporó al Comité Permanente de Asuntos Exteriores y de Defensa.
Bajo el liderazgo de Lysbakken, el Partido de la Izquierda Socialista (SV, por sus siglas en noruego), que había declinado constantemente en las encuestas desde que se unió al gobierno "Roji-Verde" de Jens Stoltenberg, se recuperó, aumentando su grupo parlamentario después de las elecciones de 2017. La campaña electoral del partido en 2017 y Lysbakken como líder del partido fueron galardonados con el premio a la mejor campaña por un panel en la revista de la industria publicitaria Kampanje y el periódico de la industria de los medios Medier24. Varios comentaristas coincidieron en que Lysbakken fue el "ganador" de varios de los debates televisados más importantes.
La campaña, que se centró en cuestiones de desigualdad, cambio climático y educación, también resultó en un aumento en los votantes. El partido aumentó casi un 50% en el número de votos desde el pobre resultado de las elecciones de 2013, obteniendo 4 nuevos escaños en el Parlamento y 176.000 votos, correspondientes a 6,0% de los votos. Al mismo tiempo, aumentó la afiliación al partido. A principios de 2018, el partido tenía más de 11.000 miembros, el número más alto desde principios de los noventa.

### Caso de "defensa personal"
En enero de 2012, el periódico Dagbladet informó que el Ministerio de la Infancia y la Igualdad había otorgado 500.000 coronas noruegas a dos grupos para financiar educación en defensa personal para niñas de secundaria. Aunque fue aprobado por el parlamento para combatir un aumento reciente en las agresiones sexuales, la asignación se realizó sin aviso público, en violación de las reglas internas del gobierno. Como Lysbakken estaba de baja por paternidad cuando se rompió el caso, su secretaria de Estado, Henriette Westhrin, informó que la asignación se hizo de acuerdo con un "procedimiento completamente normal". Más tarde, Lysbakken se disculpó sin reparos, calificó el asunto como un "error de juicio" por su parte y prometió una "revisión completa" de financiaciones anteriores de proyectos externos por parte del Ministerio.
A raíz de la divulgación, también llamó la atención el conflicto de intereses de Lysbakken en la asignación de fondos a la ONG Reform, donde había sido miembro de la junta hasta asumir su cargo ministerial. El Comité Permanente de Control y Asuntos Constitucionales del parlamento noruego abrió una investigación pública sobre el mal uso de fondos públicos bajo el liderazgo de Lysbakken. Como resultado del asunto, dimitió como ministro el 5 de marzo de 2012. No solo Lysbakken, sino también una de sus secretarias de Estado, Kirsti Bergstø, y el subsecretario de Estado permanente no político, Harald Nybøen, dimitieron como consecuencia del caso.
Su conducta fue calificada de "corrupción política" por la rama noruega del organismo de control anticorrupción de Transparencia Internacional una posición de la que se hizo eco el académico Petter Gottschalk. Sin embargo, el profesor de derecho Jan Fridthjof Bernt afirmó que, si bien el caso era claramente de mala práctica, no había signos de acción penal. Basado en declaraciones de Lysbakken, alegando que "esto podría haber sucedido en muchos ministerios", el parlamento inició una investigación de amplio alcance sobre las asignaciones de los ministerios a los beneficiarios externos. Durante la audiencia final de esta investigación, Lysbakken fue alabado por el líder de la oposición del Comité Permanente de Control y Asuntos Constitucionales, Anders Anundsen, por asumir su responsabilidad constitucional y renunciar y, su sucesora, Inga Marte Thorkildsen recibió elogios por tomar medidas "que podrían convertir uno de los peores ministerios en uno de los mejores" por sus prácticas de asignación de recursos. La investigación reveló irregularidades en las prácticas de asignación de varios ministerios.

## Puntos de vista políticos
En su libro de 2015, Frihet Sammen (Libertad Juntos), Lysbakken se describe a sí mismo como un socialista democrático, un feminista y un ambientalista. Pone la desigualdad y la injusticia en el centro de su proyecto político, argumentando que la izquierda debe priorizar la reducción de la desigualdad económica y social. Afirma que SV es un partido arraigado tanto en puntos de vista socialistas como en la tradición verde y ecológica y que ve la cuestión del cambio climático en términos de equidad intergeneracional e internacional. En 2009, fue coautor de un libro en el que sostenía que la crisis financiera demostró, entre otras cosas, la necesidad de una mayor democracia económica.
Anteriormente, como líder adjunto de las Juventudes Socialistas, Lysbakken se describió a sí mismo como marxista y expresó su deseo de "abolir el capitalismo", así como la Bolsa de Valores de Oslo. En un folleto de estudio para las Juventudes Socialistas del que fue coautor, llamado Manifiesto 02, pidió la prohibición del derecho a la propiedad privada de los medios de producción y del trabajo asalariado. Defendió sus puntos de vista en una entrevista de 2005 y fue respaldado por el primer ministro Stoltenberg cuando fue nombrado ministro en 2009. Durante su campaña para ser elegido líder del partido en 2011, dijo que "hace diez años, cuando fui elegido representante al parlamento, me consideraba marxista revolucionario. Ya no lo soy. El mundo ha cambiado y la izquierda socialista ha cambiado".